# Ladyville
Ladyville é uma cidade do distrito de Belize, Belize. No último censo realizado em 2000, sua população era de 3.435 habitantes. Em meados de 2005, a população estimada da cidade era de 4.000 habitantes.